# Palais de justice de Zrenjanin
Pour les articles homonymes, voir Palais de justice.
Le Palais de justice de Zrenjanin (en serbe cyrillique : Палата правде ; en serbe latin : Palata pravde) est situé à Zrenjanin, dans la province de Voïvodine et dans le district du Banat central, en Serbie. Avec l'ensemble du quartier ancien de la ville, il est inscrit sur la liste des entités spatiales historico-culturelles de grande importance de la République de Serbie (identifiant no PKIC 48) et, à ce titre, sur la liste des monuments culturels de grande importance.

## Présentation
Le Palais de justice, situé dans le quartier ancien de Zrenjanina, a été construit entre 1906 et 1908 à la suite d'un concours organisé par le ministère de la Justice de Budapest remporté par l'architecte Sándor Eigner. L'objectif de cette construction monumentale était de manifester l'importance de la ville de Veliki Bečkerek (Zrénjanin) en tant que siège administratif du comitat de Torontál.
Le bâtiment est doté d'un rez-de-chaussée et de deux étages et s'élève sur un plan prenant la forme de la lettre cyrillique « P », allongée sur le Kej 2. oktobra qui longe la rivière Begej (Bega). Stylistiquement, il est dominé par les éléments néo-romans à une période qui voit parallèlement la fin de l'historicisme.
Son emplacement au bord d'un des lacs de la Bega avec le « petit pont » donne une importance urbanistique particulière à l'édifice.

## Photographies

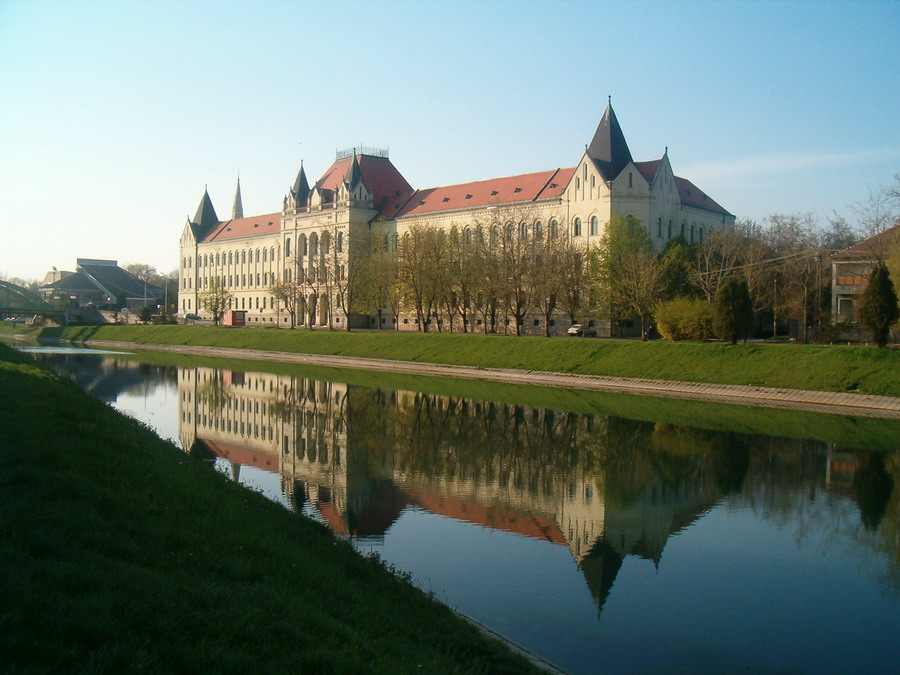
Vue du Palais de justice et de la Begej (Bega).
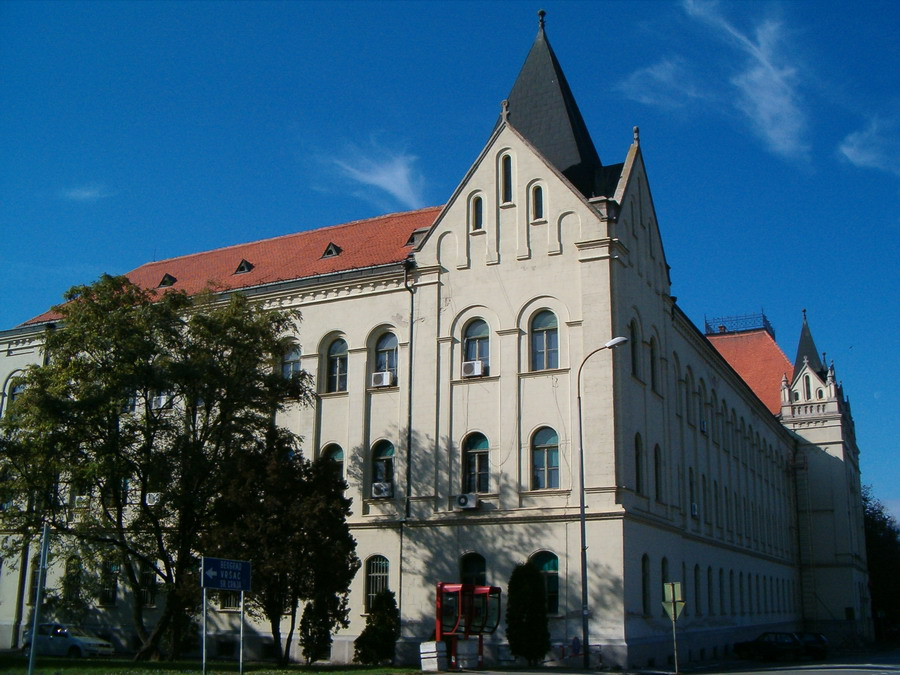
Détail du Palais de justice.